# Gothic & Lolita Bible
Gothic & Lolita Bible (ゴシック&ロリータバイブル, Goshikku ando Rorita Baiburu) is een driemaandelijkse "mook" (samenstelling van magazine en book) over Japanse mode. Het tijdschrift focust zich op de lolita-modestijl. Het eerste volume werd in 2001 uitgegeven door Index Communications en is een spin-off van het Japanse modemagazine Kera.
Van februari 2008 tot lente 2009 werd een Engelstalige versie uitgegeven door Tokyopop. Deze editie kende slechts vijf volumes.

## Geschiedenis
Het magazine werd voor het eerst uitgegeven in 2001 door Index Communications en is een spin-off van het Japanse modemagazine Kera. De oprichtster is Mariko Suzuki. Het is een "mook": dit is een soort Japanse uitgave dat een combinatie vormt van een boek en een tijdschrift. Japans muzikant Mana stelde als eerste voor om de Gothic & Lolita Bible op te richten. Samen met Japans zanger-songwriter Kana promootte hij het magazine en de bijhorende modestijl door zelf lolita te dragen tijdens zijn optredens. Essays over goed gedrag voor meisjes door Novala Takemoto oefenden ook een invloed uit de lolita mode en levensstijl. Het merendeel van de inhoud van de Gothic & Lolita Bible focust op lolita eerder dan gothic.
Het idee om een Amerikaanse versie uit te geven van de Gothic & Lolita Bible werd voor het eerst geopperd in 2003. In 2007 maakte Tokyopop de beslissing om een Engelstalige versie uit te geven bekend. Het eerste volume volgde in februari 2008.. Deze versie bevatte zowel artikels uit oude Japanse versies van het magazine als nieuw materiaal. Vanaf het tweede volume bevatte deze versie artikels, kortverhalen en interviews die in de vorige Japanse versie voorkwamen, samen met materiaal over de mode, evenementen en trends uit de Verenigde Staten.
In maart 2017 lieten de uitgevers van Gothic & Lolita Bible weten dat het magazine stopgezet zou worden vanaf 24 mei 2017, dit na een looptijd van 16 jaar.